# Stup srama
Stup srama ili stup sramote nekada je bilo poznato sredstvo kažnjavanja u obliku stupa ili platforme na koju je kažnjenik najčešće na glavnom ili nekom prometnom gradskom trgu privezan javno prikazivan i izvrgavan ruglu. Na taj je način stigmatiziran. Osim za vezivanje bilo je to i mjesto za tjelesno kažnjavanje (bičevanje, gađanje trulim voćem, kamenjem, itd...) Kamenje i drugi tvrdi predmeti mogli su dovesti do ozbiljenih ozljeda ili čak smrti. 
Stajanje na stupu stupu srama obično je trajalo nekoliko sati.  
Od 13. stoljeća bilo je glavno sredstvo za kažnjavanje nedjela koja su se ticala kršenja časti. Osuđenik je izgubio nakon takve osude i izvršenja kazne unutar svoga grada ili sredine društveni ugled i status. Tim osobama uglavnom više nije bilo moguće sudjelovati u normalnom društvenom životu. 
Stup je srama u gradovima služio i kao simbol lokalne sudbene vlasti.

## Poznati kažnjenici
Među poznatim osobama koji su u prošlosti osuđeni na ponižavanje na stupu srama bio je 1703. Daniel Defoe u Londonu zbog satirične pjesme "Hymn to the Pillory" (oda stupu srama). Međutim prolaznici su bacali na njega cvijeće umjesto uobičajenog trulog voća i kamenja.

## Povijesni stupovi srama u Hrvatskoj
Na području Hrvatske postoji više takvih stupova: Postoje primjerice u Zadru, Zagrebu, Saležu i drugim mjestima.
U Hrvatskoj je zabranjeno kažnjavanje na stupovima srama kao i u ostalim Zemljama Krune sv. Stjepana još od doba vladavine cara Josipa II.

## Novija povijest
Tijekom kulturne revolucije u Kini (1966. – 1976.) komunisti pod vodstvom Mao Zedonga provodili su teror nad brojnim intelektualacima (uključujući i sveučilišnim profesorima) prikazivanjem na javnim mjestima.
Unatoč osudi stupa srama postoje i u sadašnjici slični oblici javnog sramoćenja: nekada se osumnjičenike ili prijestupnike i s naznakom imena ili slikom objavljuje u medijima ili na internetu.
U SADu se u nekim mjestima od strane službene vlasti objavljuju popisi prijestupnika (primjerice, silovatelji) s punim imenom, adresom i fotografijom. Može biti i dio takozvane "kreativne kazne".
Hrvatsko ministarstvo financija 2012. godine objavilo je popis pravnih osoba, građana i fizičkih osoba čiji je porezni dug državi stariji od 90 dana što je također u javnosti nazvano oblikom stupa srama.
U prenesenom smislu "staviti na stup srama" znači osobu javno razotkriti ili osramotiti.

## Vanjske poveznice
- Povijesni stupovi srama  Arhivirana inačica izvorne stranice od 10. travnja 2013. (Wayback Machine)
- Shamestudies